# Marbach am Neckar
Marbach am Neckar (en alemán Marbach am Neckar) es una ciudad en la ribera del río Neckar en el distrito de Luisburgo en el estado federado alemán de Baden-Wurtemberg. Las ciudades más grandes en las cercanías son Luisburgo y Stuttgart (aproximadamente 25 km).
Marbach es conocido como lugar de nacimiento del poeta, dramaturgo, filósofo e historiador Friedrich Schiller. Aunque Schiller se trasladó de niño, se le recuerda en Marbach a través del Schiller-Nationalmuseum und Deutsches Literaturarchiv (Museo Nacional  y archivo de literatura Schiller), uno de los archivos más importantes de Alemania.
El centro de la ciudad es pintoresco y posee varias iglesias (la más antigua del siglo XVI) y muchos edificios históricos, incluyendo la casa en la que nació Schiller.
Siegelhausen y Rielingshausen son barrios de Marbach.

## Municipios vecinos
En la ribera oeste del Neckar, en la diagonal frente a Marbach se encuentra Benningen am Neckar. En el Norte Murr y Steinheim an der Murr. En la zona centro-este están Erdmannhausen y Affalterbach comunicadas por el sudeste por una carretera directa. En el sur y suroeste se hallan Poppenweiler y Neckarweihingen, conformando dos barrios de Luisburgo.
Rielingshausen posee una conexión directa por carretera hacia Erdmannhausen en el suroeste y a los barrios de Aspach Kleinaspach en el norte y Großaspach en el este. Steinheim en el oeste y Kirchberg an der Murr solamente están conectados con carreteras indirectas.

## Edificios
- Museo de Literatura Moderna

## Ciudades hermanadas
- Washington, Misuri, Estados Unidos
- L'Isle-Adam, Francia
- Tongling, China
- St. George, Utah, Estados Unidos

## Galería

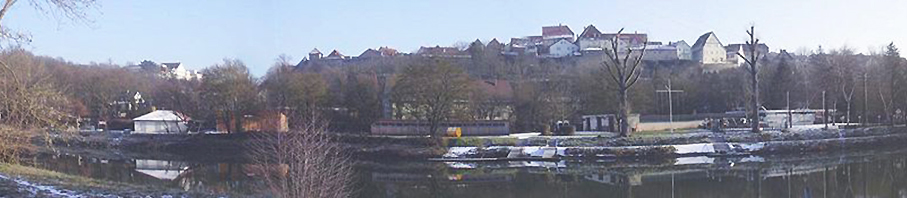
Panorama de Marbach.

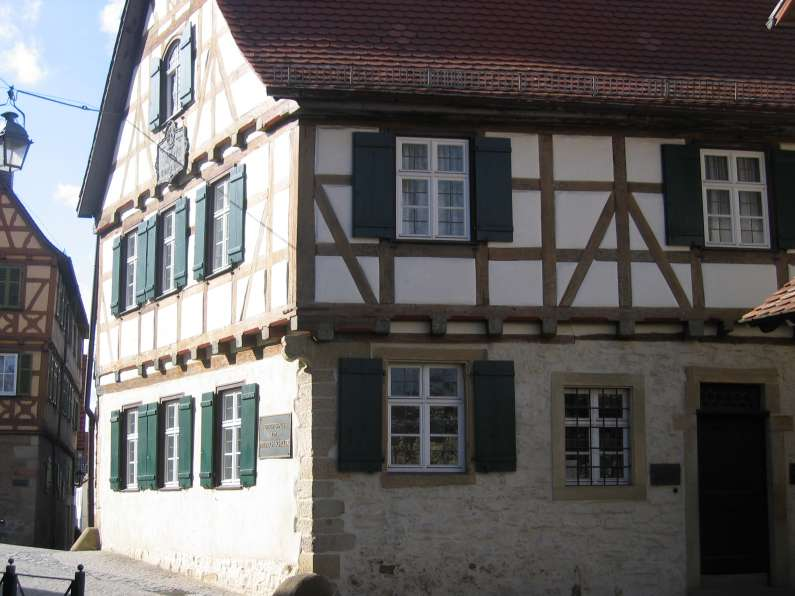
Casa de Nacimiento de Schiller
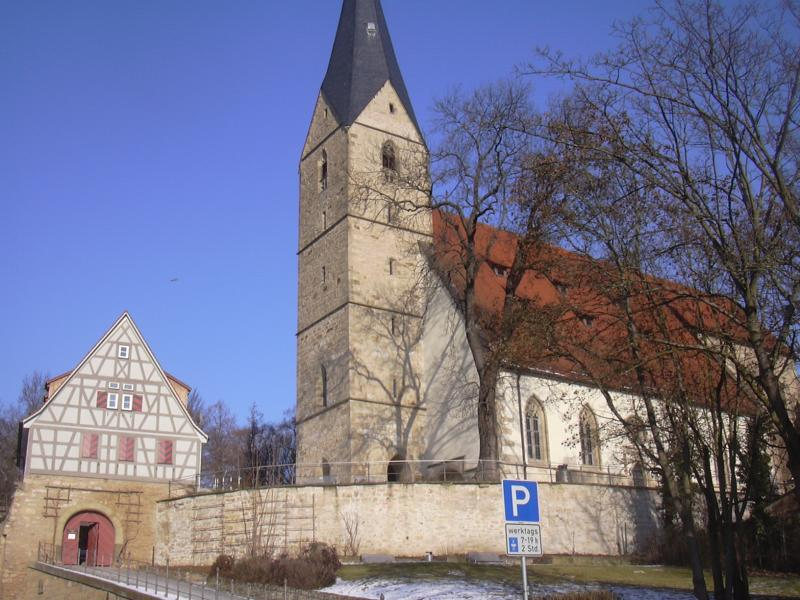
Alexanderkirche
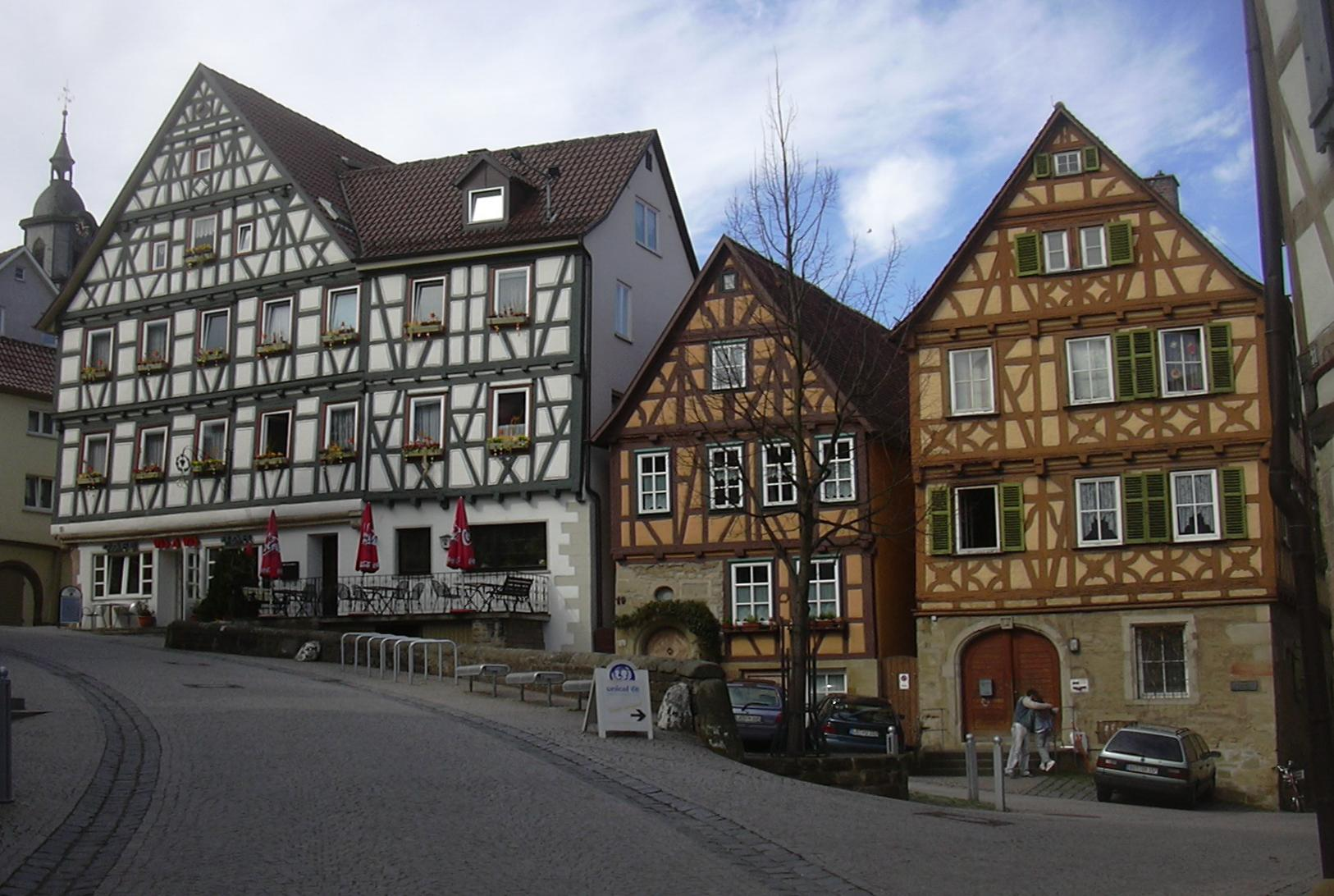
Calle Niklastor
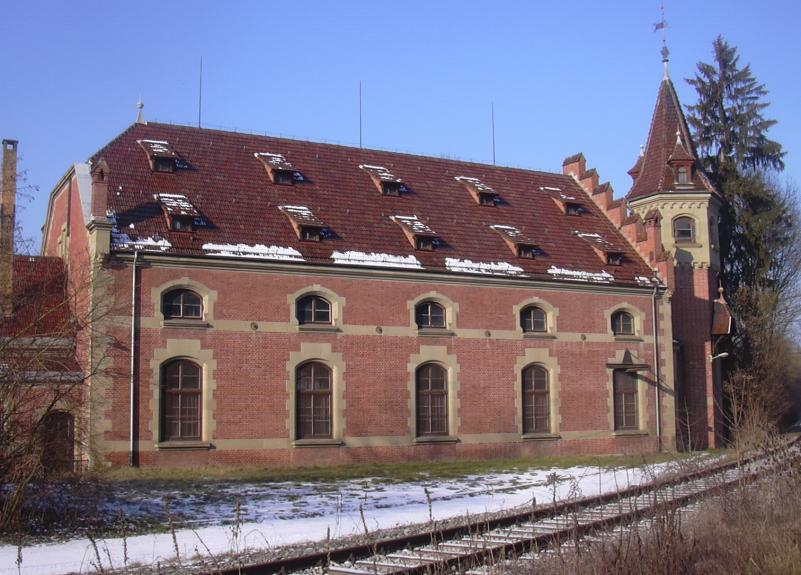
Planta de Energía de Agua
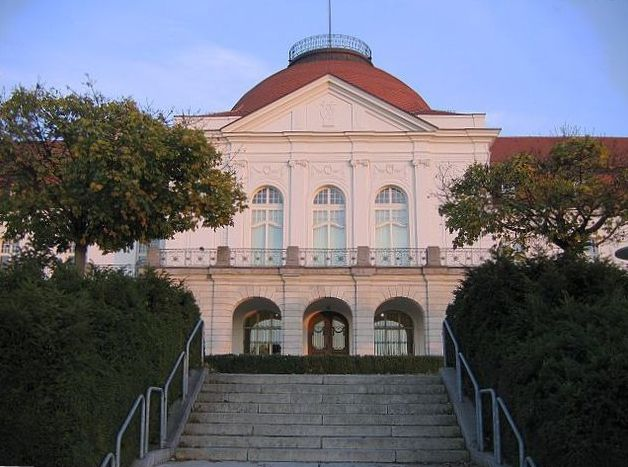
Museo Nacional de Schiller
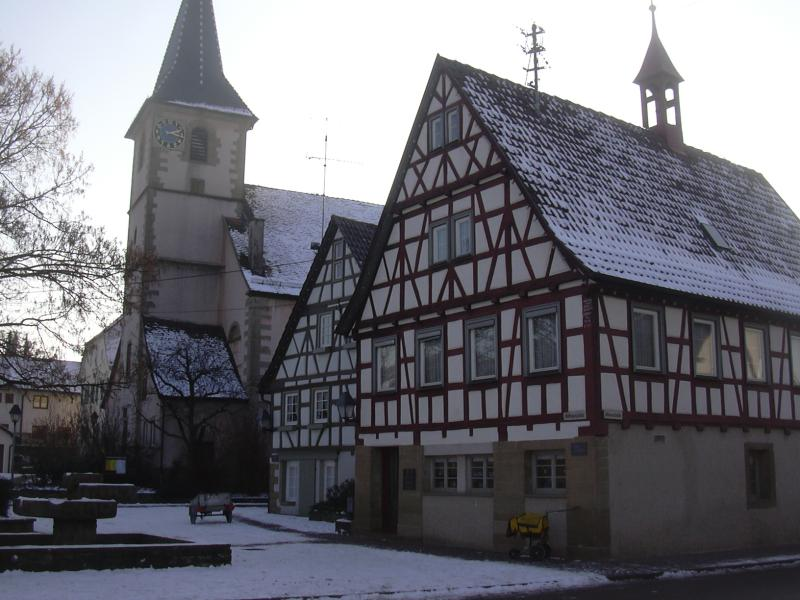
Ayuntamiento de Rielingshausen
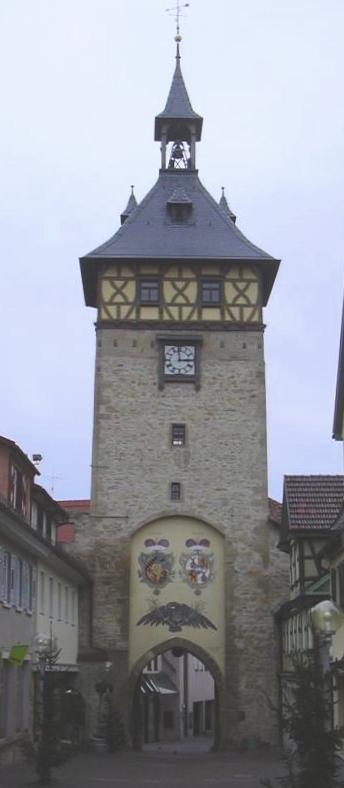
Marbach, la puerta superior
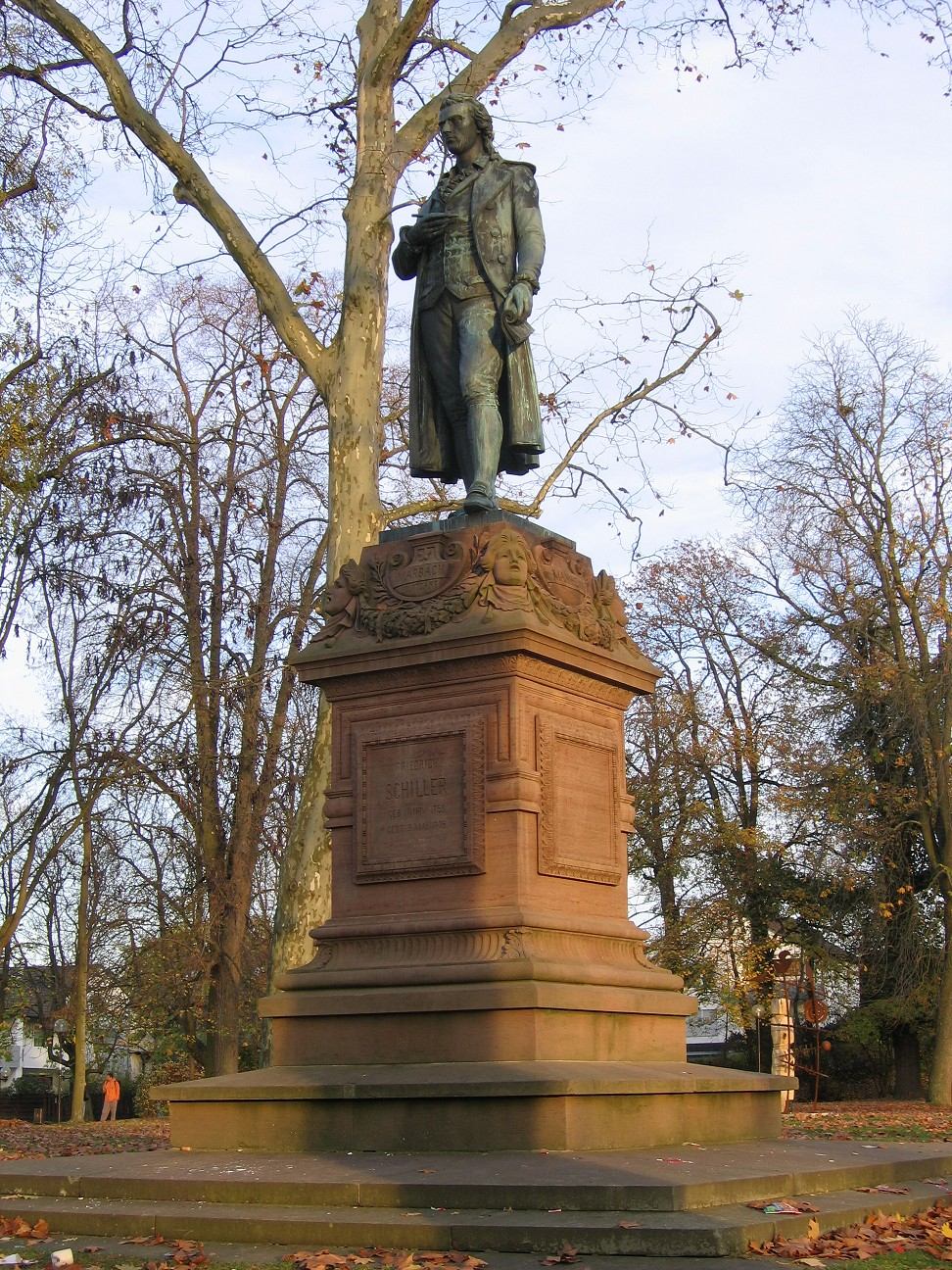
Monumento a Schiller